# Canal dels Traginers
La Canal dels Traginers és una canal del terme municipal de Conca de Dalt, a l'antic terme d'Hortoneda de la Conca, al Pallars Jussà, en territori que havia estat de l'antiga caseria dels Masos de la Coma.
Està situat al nord-nord-oest dels Masos de la Coma, al sud del Pletiu de Cap de la Canal, a llevant del Serrat de la Pera. Hi baixava el Camí de Cuberes a la Coma d'Orient.